# Łukasz Jarosiewicz
Łukasz Jarosiewicz (ur. 8 sierpnia 1981 w Słupsku) – polski piłkarz grający na pozycji pomocnika, piłkarz plażowy, Reprezentant Polski w piłce plażowej. Piłkarz klubu Team Słupsk.